# Umlyngka
Umlyngka es una ciudad censal situada en el distrito de East Khasi Hills,  en el estado de Meghalaya (India). Su población es de 7381 habitantes (2011). Se encuentra a 6 km de Shillong.

## Demografía
Según el censo de 2011 la población de Umlyngka era de 7381 habitantes, de los cuales 3600 eran hombres y 3781 eran mujeres. Umlyngka tiene una tasa media de alfabetización del 83,20%, superior a la media estatal del 74,43%: la alfabetización masculina es del 83,55%, y la alfabetización femenina del 82,87%.